# La Perle (ballet)

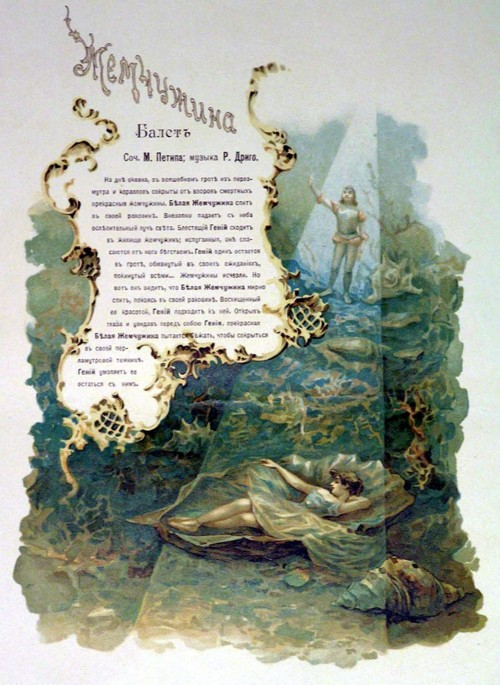
Couverture du programme de La Perle (1896).

La Perle (en russe: «Жемчужина» ou «Прелестная жемчужина»; Jemtchoujina ou Prelestnaïa Jemtchoujina) (La Jolie perle) est un ballet-divertissement en un acte, dont le livret et la chorégraphie sont de Marius Petipa et la musique de Riccardo Drigo.

## Histoire
La Perle est créée comme partie d'une pièce d'occasion pour un gala donné au théâtre du Bolchoï de Moscou en l'honneur du couronnement de Nicolas II et de l'impératrice Alexandra. Le ballet est donné après une représentation de scènes de l'opéra de Glinka, Une vie pour le tsar le 17/29 mai 1896,. La distribution originale de La Perle comprend des danseurs et ballerines du plus haut rang des théâtres impériaux de Saint-Pétersbourg et de Moscou. 
Alors que le ballet en est au début de la production, une liste de danseurs potentiels est présentée au comité responsable de l'organisation du couronnement et des célébrations. Parmi les artistes choisis pour les rôles principaux figure l'ancienne maîtresse de jeunesse de Nicolas II alors qu'il était tsarévitch, la célèbre ballerine Mathilde Kschessinska. Informée de cela, l'impératrice douairière Marie Fiodorovna ordonne de sortir la Kschessinska de la liste, car cela pourrait être considéré comme scandaleux qu'elle danse devant la jeune épouse de l'empereur. Lorsque Mathilde Kschessinska apprend son éviction, elle en appelle à l'oncle de l'empereur, le grand-duc Vladimir, grâce auquel elle est réintégrée, malgré le fait que Petipa et Drigo avaient déjà achevé la chorégraphie et la musique. Petipa en est fâché et Drigo reçoit l'ordre de composer un morceau pour la Kschessinska sous la forme d'un pas de deux, pour un nouveau personnage appelé la Perle jaune et son chevalier servant interprété par Nicolas Legat,.
Le ballet La Perle est intégré plus tard au répertoire du ballet impérial et joué le 3/15 février 1898 au Mariinsky. Petipa fait revivre le ballet à une seule occasion, pour un gala donné à Peterhof en 1900 . La Perle a été joué pendant toutes les années 1900 jusqu'en 1910. 

## Musique
La partition de Riccardo Drigo comprend un chœur et un grand orchestre de près d'une centaine de musiciens. Les critiques de l'époque chantent les louanges de la partition pour son contenu mélodique riche et son orchestration. Drigo a écrit plus tard dans ses Mémoires qu'il était aiguillonné à l'idée de devoir composer de nombreuses variations de danseuses solistes, tout en conservant de la diversité.
Le pédagogue russe Constantin Sergueïev utilisait les morceaux de La Perle de Drigo pour ses classes de l'Académie de ballet Vaganova.

## Argument
Le livret de Marius Petipa est basé sur le tableau dansé intitulé La Pérégrina : Ballet de la Reine de l'opéra de Verdi, Don Carlos, qui aurait dû être chorégraphié par Lucien Petipa, le frère de Marius, mais n'a finalement jamais été monté.
Le ballet se déroule dans une immense grotte souterraine où la Perle blanche, la perle la plus précieuse au monde, habite avec ses sœurs, perles de différentes couleurs. Le Génie de la Terre descend l'océan pour s'emparer de la Perle blanche afin d'en orner sa couronne. Le Roi Corail arrive à l'aide de la Perle blanche, ce qui provoque une bataille entre les éléments de la Terre et les éléments de la Mer. Le Génie de la Terre remporte la victoire et capture la Perle blanche. Le Roi Corail ordonne aux habitants de l'océan de saluer le Génie de la Terre qui se tient à côté de la Perle blanche. Ensuite le Triomphe d'Amphitrite et de Poséidon se déroule en apothéose,.

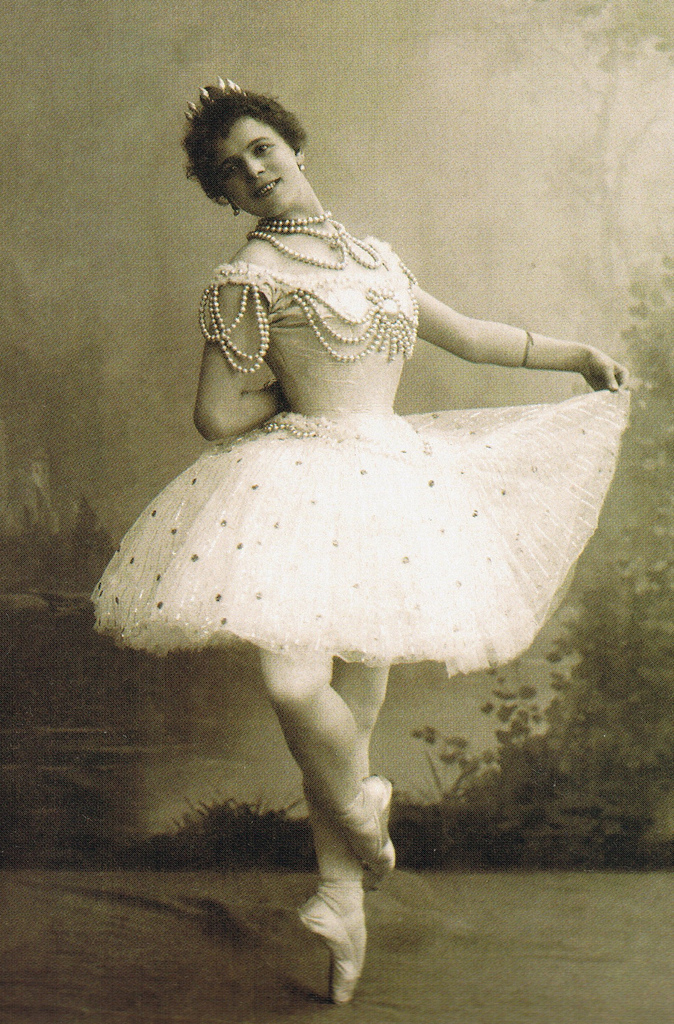
Photographie de la ballerine italienne Pierina Legnani costumée en Perle blanche. Moscou, 1896.

## Distribution originale
| Rôle                          | Moscou 1896                               |
| ----------------------------- | ----------------------------------------- |
| La Perle blanche              | Pierina Legnani                           |
| Le Génie de la Terre          | Pavel Gerdt                               |
| Le Roi Corail                 | Nikolaï Aïstov                            |
| Les Perles roses              | Adelaide Giuri et Lioubov Roslavleva      |
| Les Perles noires             | Anna Johansson et Claudia Koulitchevskaïa |
| Pas de deux de la Perle jaune | Mathilde Kschessinska et Nicolas Legat    |

## Résumé des scènes et des danses
Pris du programme du gala du couronnement de 1896 et des Mémoires de Riccardo Drigo,.
Ballet-divertissement en un acte
1. Fanfare et introduction, Danse des perles
2. Scène dansante
3. Combat des coraux et métaux
4. Grand pas d'ensemble
5. Danse pyrrhique des armées du Roi Corail, du Génie de la Terre, et des Perles
6. Apothéose: La triomphe d'Amphitrite et de Poséidon

interpolation : La Perle jaune, pas de deux pour Mathilde Kschessinska

## Illustrations

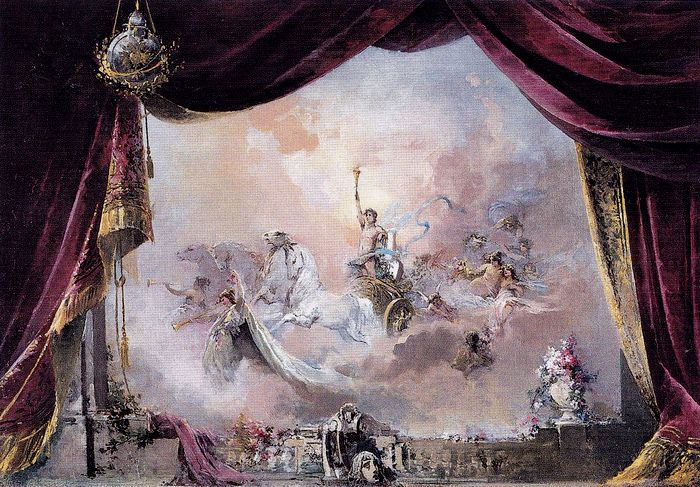
Dessin du rideau du spectacle de La Perle au gala de 1896.
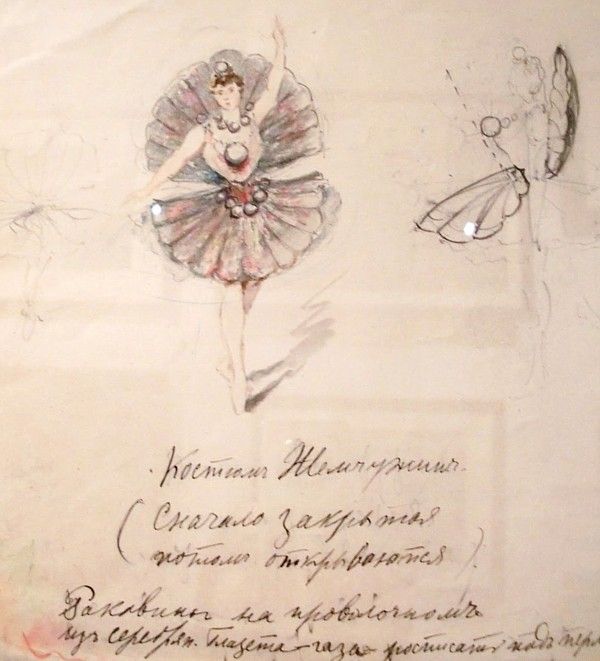
Costume d'une des perles par Ivan Vsevolojski.
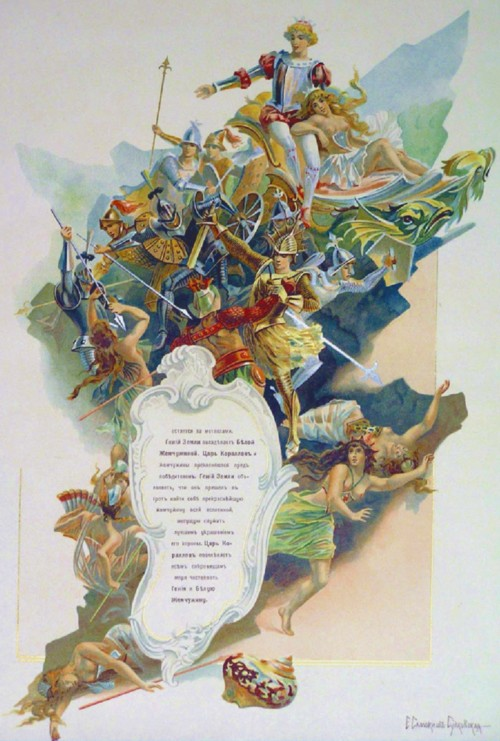
Page du programme illustré représentant la bataille des habitants de l'Océan et de la Terre.
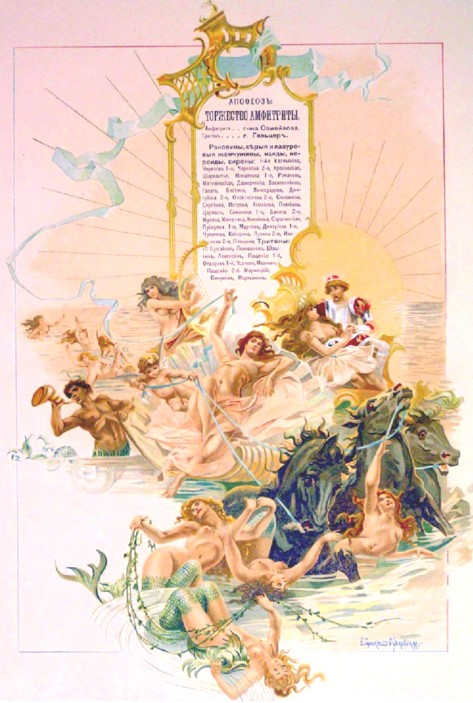
Page du programme illustré représentant l'apothéose d'Amphitrite et Poséidon.